# Erasmoneura emeljanovi
Erasmoneura emeljanovi är en insektsart som beskrevs av Dmitry A. Dmitriev och Dietrich 2007. Erasmoneura emeljanovi ingår i släktet Erasmoneura och familjen dvärgstritar. Inga underarter finns listade i Catalogue of Life.